# Kazimierz Pękała
Kazimierz Mieczysław Pękała (ur. 25 maja 1941 w Ostrożnem, zm. 16 listopada 2021 w Zambrowie) – polski lekarz i polityk, poseł na Sejm I kadencji.

## Życiorys
Ukończył w 1965 studia na Wydziale Lekarskim Akademii Medycznej w Białymstoku. Specjalizował się w zakresie położnictwa i chorób kobiecych. Praktykował w zawodzie, m.in. pełnił funkcję kierownika niepublicznego zakładu opieki zdrowotnej w Zambrowie.
W latach 1990–1998 był radnym miejskim w Zambrowie, pełnił funkcję wiceprzewodniczącego rady miejskiej. W 1991 uzyskał mandat posła na Sejm I kadencji. Został wybrany w okręgu ciechanowsko-łomżyńsko-ostrołęckim z listy Wyborczej Akcji Katolickiej. Był członkiem Klubu Parlamentarnego Zjednoczenia Chrześcijańsko-Narodowego. Zasiadał w Komisji Zdrowia oraz Komisji Polityki Społecznej, a także w czterech podkomisjach. Nie ubiegał się o reelekcję. Kandydował do parlamentu również w 1997 (z listy Bloku dla Polski) i w 2001 (z ramienia Ligi Polskich Rodzin jako przedstawiciel Porozumienia Polskiego, otrzymał 1991 głosów).
Został pochowany na cmentarzu parafialnym w Zambrowie.